# آرامگاه شریف خان
آرامگاه شریف خان به‌طرف غرب منارهای غزنی نزدیک بهلول صاحب واقع بوده است.
مقبره مذکور به صورت گنبدی از خشت پخته دارای تزئینات گچ‌بری دوره غزنوی بوده است در مر گاه دیوار درونی گنبد سوره «انما فتحنا» به خط ثلث خط خوش نوشته است که بیشتر با تزئینات ریخته در حدود ۴۰٪ تخریب شده است.